# Гурське
Гу́рське (рос. Гурское) — селище у складі Комсомольського району Хабаровського краю, Росія. Адміністративний центр Гурського сільського поселення.

## Населення
Населення — 777 осіб (2010; 847 у 2002).